# Thạch Linh
Thạch Linh là một phường thuộc thành phố Hà Tĩnh, tỉnh Hà Tĩnh, Việt Nam.

## Địa lý
Phường Thạch Linh nằm ở phía tây thành phố Hà Tĩnh, có vị trí địa lý:
- Phía đông giáp các phường Nguyễn Du, Trần Phú và Hà Huy Tập
- Phía tây và phía nam giáp huyện Thạch Hà
- Phía bắc giáp xã Thạch Trung và huyện Thạch Hà.

Phường có diện tích 6,06 km², dân số năm 2007 là 5.960 người, mật độ dân số đạt 983 người/km².

## Lịch sử
Trước Cách mạng Tháng Tám năm 1945, địa bàn phường Thạch Linh hiện nay thuộc xã Đại Tiết, tổng Thượng Nhị và xã Đông Lộ, tổng Thượng Nhất, phủ Thạch Hà. Sau năm 1945, hai xã Đại Tiết và Đông Lộ hợp nhất thành xã Nhật Tiến thuộc huyện Thạch Hà. Cuối năm 1947, xã Nhật Tiến lại hợp nhất với xã Xuân Đài thành xã Linh Đài. Tháng 8 năm 1954, xã Linh Đài chia thành 3 xã: Thạch Đài, Thạch Xuân và Thạch Linh.
Ngày 16 tháng 9 năm 1989, xã Thạch Linh được sáp nhập vào thị xã Hà Tĩnh. Ngày 2 tháng 7 năm 1994, một phần diện tích và dân số của xã Thạch Linh được điều chỉnh về phường Trần Phú mới thành lập.
Ngày 7 tháng 2 năm 2007, Chính phủ ban hành Nghị định số 20/2007/NĐ-CP. Theo đó:
- Điều chỉnh 39,16 ha diện tích tự nhiên và 600 người của xã Thạch Linh về phường Nguyễn Du mới thành lập
- Thành lập phường Thạch Linh trên cơ sở 606,12 ha diện tích tự nhiên và 5.960 người còn lại của xã Thạch Linh.

## Hành chính
Phường Thạch Linh được chia thành 12 khối phố: Linh Tiến, Vĩnh Hoà, Hợp Tiến, Tuy Hòa, Hòa Linh, Nam Tiến, Nhật Tân, Linh Tân, Đại Đồng, Tân Tiến, Yên Đồng, Bắc Tiến.
Các xóm của xã Thạch Linh (cũ): Yên Hòa, Vĩnh Hòa, Tuy Hòa, Linh Tiến, Yên Đồng, Đại Đồng, Tân Tiến, Linh Tân, Nhật Tân, Hợp Tiến, Nam Tiến, Ô Sả.